# Circuit du Val de Vienne
Het Circuit du Val de Vienne is een racecircuit in Le Vigeant, Frankrijk. Op het circuit worden nationale motor- en autosport wedstrijden verreden.

## Trainingen
Het circuit wordt vaak gebruikt voor race-trainingen. Er zijn internationale, waaronder Nederlandse, bureaus die gespecialiseerd zijn in race-trainingen voor zowel motor als autosport fanaten.